# Trisetum glomeratum
Espèce
Synonymes
- Koeleria glomerata Kunth[1]
- Koeleria vestita Nees ex Steud.[1]

Trisetum glomeratum (appelé localement pili uka) est une espèce de plantes à fleurs monocotylédones de la famille des Poaceae (graminées), sous-famille des Pooideae, endémique de l'archipel d'Hawaï. Ce sont des plantes herbacées vivaces, cespiteuses, aux tiges (chaumes) dressées pouvant atteindre 90 cm de long et aux inflorescences en panicules. 